# Pákistánská hokejbalová reprezentace
Pákistánská hokejbalová reprezentace je národním výběrem pákistánských hráčů v hokejbale. Mistrovství světa v tomto sportu se poprvé účastnila v roce 2003 ve švýcarském městě Sierre. Na turnaji tehdy obsadila šesté místo, což je její dosavadní nejlepší umístění.

## Účast na mistrovství světa
| MS      | Místo konání           | Umístění  |
| ------- | ---------------------- | --------- |
| MS 2003 | Švýcarsko (Sierre)     | 6. místo  |
| MS 2005 | USA (Pittsburgh)       | 12. místo |
| MS 2007 | Německo (Ratingen)     | 9. místo  |
| MS 2009 | Česko (Plzeň)          | 14. místo |
| MS 2011 | Slovensko (Bratislava) | 11. místo |
| MS 2013 | Kanada (St. John's)    | 9. místo  |
| MS 2015 | Švýcarsko (Zug)        | 12. místo |